# Jonggol (Jambon)
Jonggol is een bestuurslaag in het regentschap Ponorogo van de provincie Oost-Java, Indonesië. Jonggol telt 2917 inwoners (volkstelling 2010).